# Amanecer: El gigante de Cayalá
Amanecer: El gigante de Cayalá es una escultura de 18 m de largo y 3 m de alto, tallada de 25 metros cúbicos de mármol beige, realizada por el escultor guatemalteco Walter Peter Brenner, ubicada en Ciudad Cayalá, Guatemala. Representa a un hombre que está saliendo de la tierra y sujeta una llave de bronce en la mano derecha. Es la escultura tallada más grande del país. Fue inaugurada el 31 de mayo de 2014.
El gigante de Cayalá es uno de los destinos turísticos más populares de Guatemala. Se ha convertido en el escenario para la fotografía emblemática de la visita a Ciudad Cayalá.

## Historia
Esta escultura es una alegoría de la búsqueda de la felicidad. Se basa en una historia escrita por el propio escultor, que se desarrolla en Cayalá. En ella se narra cómo una niña salva un libro y un pergamino y, después de muchos años, sus nietos descifran la forma de despertar al gigante, que surge de la tierra para entregarles la llave de la felicidad. Este evento sucede después de que los niños practicaron las virtudes de justicia, templanza, fortaleza y tolerancia.
Esta obra se complementa con Curiosidad, fuente de las virtudes, un conjunto escultórico de 3 niños fundidos en bronce a la cera perdida colocados sobre la "roca encantada", un basalto volcánico cristalizado. El monumento completo tiene una dimensión de 3 m de diámetro y 1.5 m de alto. Tiene agua con peces vivos de colores a su alrededor. La fuente y el gigante están ubicados uno frente al otro.
La realización de la escultura tomó 3 años y dos meses y para ella se utilizaron 75 toneladas de mármol guatemalteco.